# Sede de Amar
Sede de Amar é um filme brasileiro de 1979, do gênero drama, dirigido por Carlos Reichenbach.

## Sinopse
Durante os Anos de Chumbo, a mulher de um rico empresário é sequestrada por terroristas junto com um empregado. Deixados sós e nus no cativeiro, no frio de uma floresta, são forçados a se aproximar para se aquecer e se proteger.

## Elenco
- Sandra Bréa .... Tânia
- Luis Gustavo .... Jairo
- Roberto Maya .... Valdir
- Kátia Grumberg
- Renato Master
- Fernando Benini
- Oswaldo Barreto
- Wilson Ribeiro
- Márcia Fraga
- Luiz Parreiras
- Roberto Miranda
- Genésio de Carvalho
- Dino Arrino
- João Maia Neto
- Sebastião Prado